# Єсимжал (рудник)
Єсимжал (рудник) – гірничодобувне підприємство у Абралинському районі Абайської області Казахстану, яке здійснювало розробку однойменного марганцевого родовища, що знаходиться на території колишнього Семипалатинського ядерного полігону.
Родовище Єсимжал розвідали в 1944 – 1946 роках, проте в 1969-му його запаси зняли з державного обліку через незначні розміри. Лише через кілька десятиліть – в 2001-му – почалась розробка родовища. Проектом розробки опікувалась група «ТЭМЗ» (через Рудоуправілння «Марганець»), яка потребувала марганцевий концентрат для своїх феросплавних заводів – Теміртауського електрометалургійного (став до ладу в 2000-му) та Таразького металургійного (з 2007-го).
За 9 місяців 2011-го з Єсимжал видобули 27 тисяч тон марганцевої руди.
Станом на початок 2019-го залишкові запаси окислених марганцевих руд Єсимжалу оцінювались у 120 тисяч тон з середнім вмістом марганцю 32,86% (не рахуючи ще 417 тисяч тон окислених руд у трьох інших дрібних родовищах Мульжикської мульди – геологічної структури, що вміщує Єсимжал). Втім, якісний склад цих руди не задовольняв вимоги виробництва феросилікомарганцю, тому того ж 2019-го ініціювали проект ліквідації рудника.